# Eviridemas minuta
Eviridemas minuta är en fjärilsart som beskrevs av Barnes och Mcdunnough 1910. Eviridemas minuta ingår i släktet Eviridemas och familjen nattflyn. Inga underarter finns listade i Catalogue of Life.